# Port lotniczy Losuia
Port lotniczy Losuia (IATA: LSA, ICAO: AYKA) – port lotniczy zlokalizowany w mieście Losuia, w Papui-Nowej Gwinei.